# Madré
 Madré  es una población y comuna francesa, en la región de Países del Loira, departamento de Mayenne, en el distrito de Mayenne y cantón de Couptrain.

## Demografía
| 575 | 521 | 488 | 375 | 362 | 356 |
| Para los censos de 1962 a 1999 la población legal corresponde a la población sin duplicidades (Fuente: INSEE [Consultar]) |     |     |     |     |     |

## Personas vinculadas
- Jean-Jacques Reboux, escritor.